# Перуновский переулок
Перуно́вский переу́лок — улица в Москве в Тверском районе (ЦАО) и в районе Марьина Роща (СВАО), между Тихвинской улицей и площадью Борьбы. Назван в XIX веке по фамилии одного из домовладельцев.

## Расположение
Перуновский переулок проходит с востока на запад, начинается от площади Борьбы, где соединяется с улицами Достоевского и Образцова, затем пересекает Новосущёвскую улицу и заканчивается на границе Тихвинской (север) и Сущёвской (юг) улиц, переходя далее в улицу Палиха.

## Примечательные здания и сооружения
- № 3, строение 2 — банк «Санкт-Петербург» (филиал в г. Москве).
- № 4/8 — жилой дом. Здесь жила советский график-авангардист Галина Шубина[1].
- № 11 — Здание приюта (1883, архитектор К. В. Терский)